# Vineuil, Loir-et-Cher

Vineuil este o comună în departamentul Loir-et-Cher, Franța. În 1 ianuarie 2022 avea o populație de 8.050 de locuitori.